# Fontána Pot-de-Fer
Fontána Pot-de-Fer (francouzsky Fontaine du Pot-de-Fer) je barokní fontána v Paříži v 5. obvodu na rohu ulic Rue Mouffetard a Rue du Pot-de-Fer.

## Historie
Fontánu vytvořil v roce 1624 a renovoval v roce 1671 architekt Michel Noblet (1605–1677) se stavitelem Michelem Villedem (1598–1667), aby zásobovala pitnou vodou předměstí Saint-Marcel. Fontánu napájel Medicejský akvadukt.
V roce 1925 byla zapsána na seznam historických památek.

## Popis
Jedná se o jednoduchou nárožní stavbu se zaobleným rohem se dvěma výklenky a je zakončená římsou. Kašna je opatřena malým kohoutkem na straně do Rue Mouffetard, odkud proudí malý pramen vody. Římsa kašny je zdobena vlysem. Mezi výklenky se nachází deska, která byla nejspíš určena pro nápis, ze kterého se ovšem nic nedochovalo.